# Línea Kioto (JR)
La Línea Kioto (JR京都線 JR Kyōto sen?) es el nombre común de la sección de la Línea Principal Tōkaidō entre Kioto y Osaka. La línea, junto con la Línea Biwako y la Línea Kobe, forma la sección principal del servicio de cercanías "Red Urbana" de JR West en el área metropolitana de Osaka-Kobe-Kioto.
La línea opera en conjunto de las líneas Biwako y Kobe ofrece servicio a través de trenes a las líneas Kosei y Takarazuka.

## Trenes
Los trenes de cercanías se clasifican en tres tipos:  
- Servicio Rápido Especial (新快速 Shin-Kaisoku?)
  - Continúa su servicio desde la Línea Biwako y la Línea Kosei. Los trenes paran en Kioto, Takatsuki, Shin-Ōsaka y Ōsaka. Los trenes continúan desde Osaka en la Línea Kobe hacia Himeji y más allá. Se usan trenes de la serie 223.
- Servicio Rápido (快速 Kaisoku?)
  - Continúa su servicio desde la Línea Biwako y la Línea Kosei. Los trenes paran en Kioto, Nagaokakyō, Takatsuki, Ibaraki, Shin-Ōsaka y Ōsaka. Tras la mañana, los trenes también paran en todas las otras estaciones entre Kioto y Takatsuki. Los trenes continúan desde Osaka en la Línea Kobe hacia Himeji y más allá. Se usan trenes de la serie 223 y 221.
- Local (普通 Futsū?)
  - Servicio desde Kioto a Nishi-Akashi en la Línea Kōbe, y desde Takatsuki a Shin-Sanda en la Línea Takarazuka. Los trenes paran en todas las estaciones. Se usan trenes de la serie 321 y 207.

Adicionalmente a los tres tipos de trenes de cercanías, operan frecuentemente en la línea servicios de express limitado de larga distancia, conectando la región de Kioto-Osaka con el Aeropuerto Internacional de Kansai (servicio Haruka), la región de Hokuriku (servicios Thunderbird y Raichō) y otras áreas. Los trenes de mercancías también operan en la línea exceptuando en la sección cerca de la estación de Osaka, donde usan líneas separadas.

## Estaciones
●: Los trenes paran.
|: Los trenes pasan.
▲: Los trenes pasan durante la mañana y paran el resto del día.
R.Esp: Rápido Especial
| Estación                                                   | Estación   | km   | Parada                                                  | Parada                                                  | Parada                                                  | Conexiones | Localización       | Localización |
| ---------------------------------------------------------- | ---------- | ---- | ------------------------------------------------------- | ------------------------------------------------------- | ------------------------------------------------------- | --- | ------------------ | ------------ |
| Estación                                                   | Estación   | km   | Local                                                   | Rápido                                                  | R.Esp                                                   | Conexiones | Localización       | Localización |
| El servicio continúa de las líneas Biwako y Kosei          |            |      |                                                         |                                                         |                                                         | |                    |              |
| Kioto                                                      | 京都       | 0,0  | ●                                                       | ●                                                       | ●                                                       | JR West: Línea Biwako, Línea Kosei, Línea San'in, Línea Nara JR Central: Tōkaidō Shinkansen Kintetsu: Línea Kioto Metro de Kioto: Línea Karasuma | Shimogyō-ku, Kioto | Kioto        |
| Terminal de Carga de Kioto                                 | 京都貨物   | 1,8  | (Terminal de carga)                                     | (Terminal de carga)                                     | (Terminal de carga)                                     | (Terminal de carga) | Shimogyō-ku, Kioto | Kioto        |
| Nishiōji                                                   | 西大路     | 2,5  | ●                                                       | ▲                                                       | \|                                                      | | Minami-ku, Kioto   | Kioto        |
| Katsuragawa                                                | 桂川       | 5,3  | ●                                                       | ▲                                                       | \|                                                      | | Minami-ku, Kioto   | Kioto        |
| Mukōmachi                                                  | 向日町     | 6,4  | ●                                                       | ▲                                                       | \|                                                      | | Mukō               | Kioto        |
| Nagaokakyō                                                 | 長岡京     | 10,1 | ●                                                       | ●                                                       | \|                                                      | | Nagaokakyō         | Kioto        |
| Yamazaki                                                   | 山崎       | 14,1 | ●                                                       | ▲                                                       | \|                                                      | | Ōyamazaki          | Kioto        |
| Shimamoto                                                  | 島本       | 16,3 | ●                                                       | ▲                                                       | \|                                                      | | Shimamoto          | Osaka        |
| Takatsuki                                                  | 高槻       | 21,6 | ●                                                       | ●                                                       | ●                                                       | | Takatsuki          | Osaka        |
| Settsu-Tonda                                               | 摂津富田   | 24,5 | ●                                                       | \|                                                      | \|                                                      | | Takatsuki          | Osaka        |
| Ibaraki                                                    | 茨木       | 28,2 | ●                                                       | ●                                                       | \|                                                      | | Ibaraki            | Osaka        |
| Senrioka                                                   | 千里丘     | 31,1 | ●                                                       | \|                                                      | \|                                                      | | Settsu             | Osaka        |
| Suita                                                      | 吹田信号場 | 32,7 | (Desvío (shingōjō) hacia la Terminal de Carga de Osaka) | (Desvío (shingōjō) hacia la Terminal de Carga de Osaka) | (Desvío (shingōjō) hacia la Terminal de Carga de Osaka) | (Desvío (shingōjō) hacia la Terminal de Carga de Osaka) | Suita              | Osaka        |
| Kishibe                                                    | 岸辺       | 32,8 | ●                                                       | \|                                                      | \|                                                      | | Suita              | Osaka        |
| Suita                                                      | 吹田       | 35,2 | ●                                                       | \|                                                      | \|                                                      | | Suita              | Osaka        |
| Higashi-Yodogawa                                           | 東淀川     | 38,3 | ●                                                       | \|                                                      | \|                                                      | | Yodogawa-ku, Osaka | Osaka        |
| Shin-Osaka                                                 | 新大阪     | 39,0 | ●                                                       | ●                                                       | ●                                                       | JR West: Sanyō Shinkansen JR Central: Tōkaidō Shinkansen Metro de Osaka: Línea Midōsuji | Yodogawa-ku, Osaka | Osaka        |
| Osaka                                                      | 大阪       | 42,8 | ●                                                       | ●                                                       | ●                                                       | JR West: Línea Kobe, Línea Fukuchiyama, Línea Circular Osaka JR West: Línea Tozai (Estación de Kitashinchi) Hankyu Railway: Línea Kōbe, Línea Takarazuka, Línea Kioto Hankyu Railway: Línea Principal Hanshin (Estación de Umeda) Metro de Osaka: Línea Midōsuji (Estación de Umeda) Metro de Osaka: Línea Tanimachi (Estación de Higashi-Umeda) Metro de Osaka: Línea Yotsubashi (Estación de Nishi-Umeda) | Kita-ku, Osaka     | Osaka        |
| El servicio continúa en las líneas Kobe y Takarazuka de JR |            |      |                                                         |                                                         |                                                         | |                    |              |

### Estaciones antiguas
Desde el 5 de septiembre de 1876 hasta la apertura de la Estación de Kioto el 6 de febrero de 1877, la Estación Temporal de Ōmiyadōri (大宮通仮停車場 Ōmiyadōri Kari Teishajō?) fue la estación para la ciudad de Kioto. La estación se encontraba localizada a 0,80 km al oeste de la zona de construcción de la Estación de Kioto, y a 5,77 km de la Estación de Mukōmachi.

## Historia
La línea abrió en 1876, cuatro años después de la apertura de la primera línea de ferrocarril de Japón. 
- 26 de julio de 1876 – El Ferrocarril del Gobierno Japonés abre la sección entre Osaka y Mukōmachi con una estación intermedia en Takatsuki
- 9 de agosto de 1876 – Apertura de las estaciones de Yamazaki, Ibaraki y Suita
- 5 de septiembre de 1876 – El Gobierno abre la sección entre Mukōmachi y la estación temporal de Ōmiyadōri, al oeste de la estación de Kioto, en construcción
- 6 de febrero de 1877 – Apertura de la estación de Kioto, cierre de la estación temporal de Ōmiyadōri
- 25 de julio de 1924 – Apertura de la estación de Settsu-Tonda
- 1 de agosto de 1931 – Apertura de la estación de Kōtari (hpoy en día, estación de Nagaokakyō)
- 20 de julio de 1934 – Electrificación del tramo entre Suita y Suma (oeste de Osaka)
- 10 de octubre de 1937 – Electrificación del tramo entre KIoto Y Suita
- 16 de septiembre de 1938 – Apertura de la estación de Nishiōji
- 1 de diciembre de 1938 – Apertura de la estación de Senrioka
- 1 de abril de 1940 – Apertura de la estación de Higashi-Yodogawa
- 11 de abril de 1947 – Apertura de la estación de Kishibe
- 1 de junio de 1949 - Japanese National Railways (JNR) se convierte en la operadora de la línea
- 1 de octubre de 1964 – Apertura de la estación de Shin-Ōsaka, con conexión con el Tōkaidō Shinkansen
- 1 de octubre de 1970 – Inicio de las operaciones del Servicio Rápido Especial
- 1 de abril de 1987 - JR West se convierte en la operadora de la línea tras la privatización de JNR
- 13 de marzo de 1988 – JR West empieza a usar el nombre de "Línea Kioto"
- 15 de marzo de 2008 – Apertura de la estación de Shimamoto (primera estación nueva tras el renombramiento en 1988)
- 18 de octubre de 2008 – Apertura de la estación de Katsuragawa

## Material rodante

### Actual

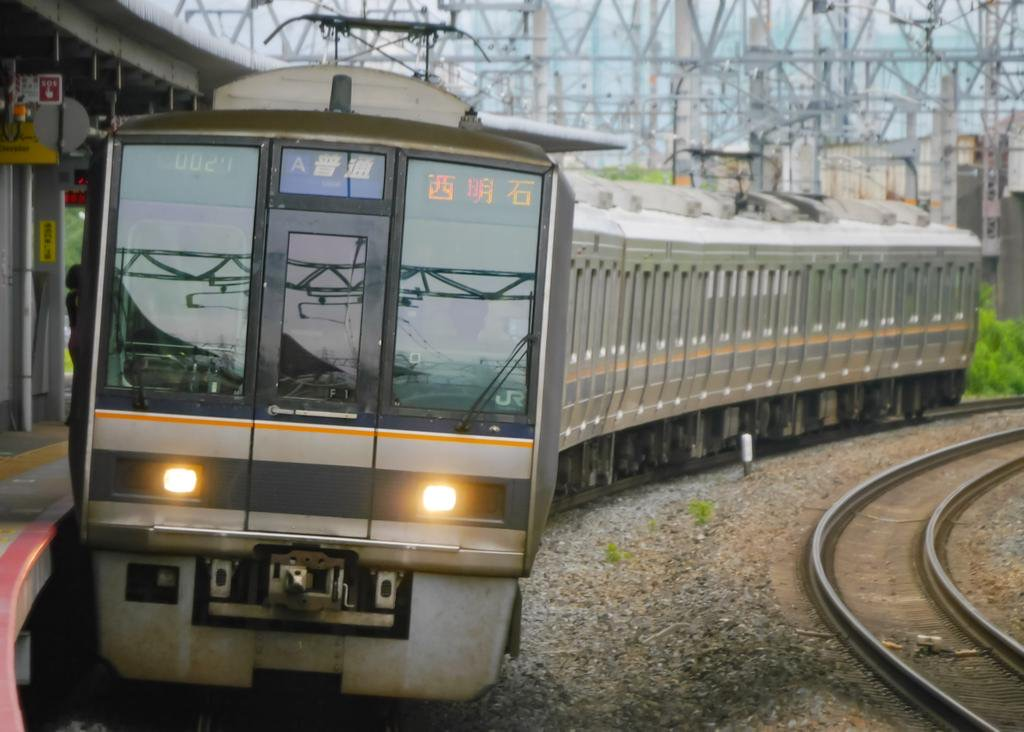
Serie 225
- Serie 223
- Serie 221
- Serie 207
- Serie 321

- Serie 207

### Antiguo

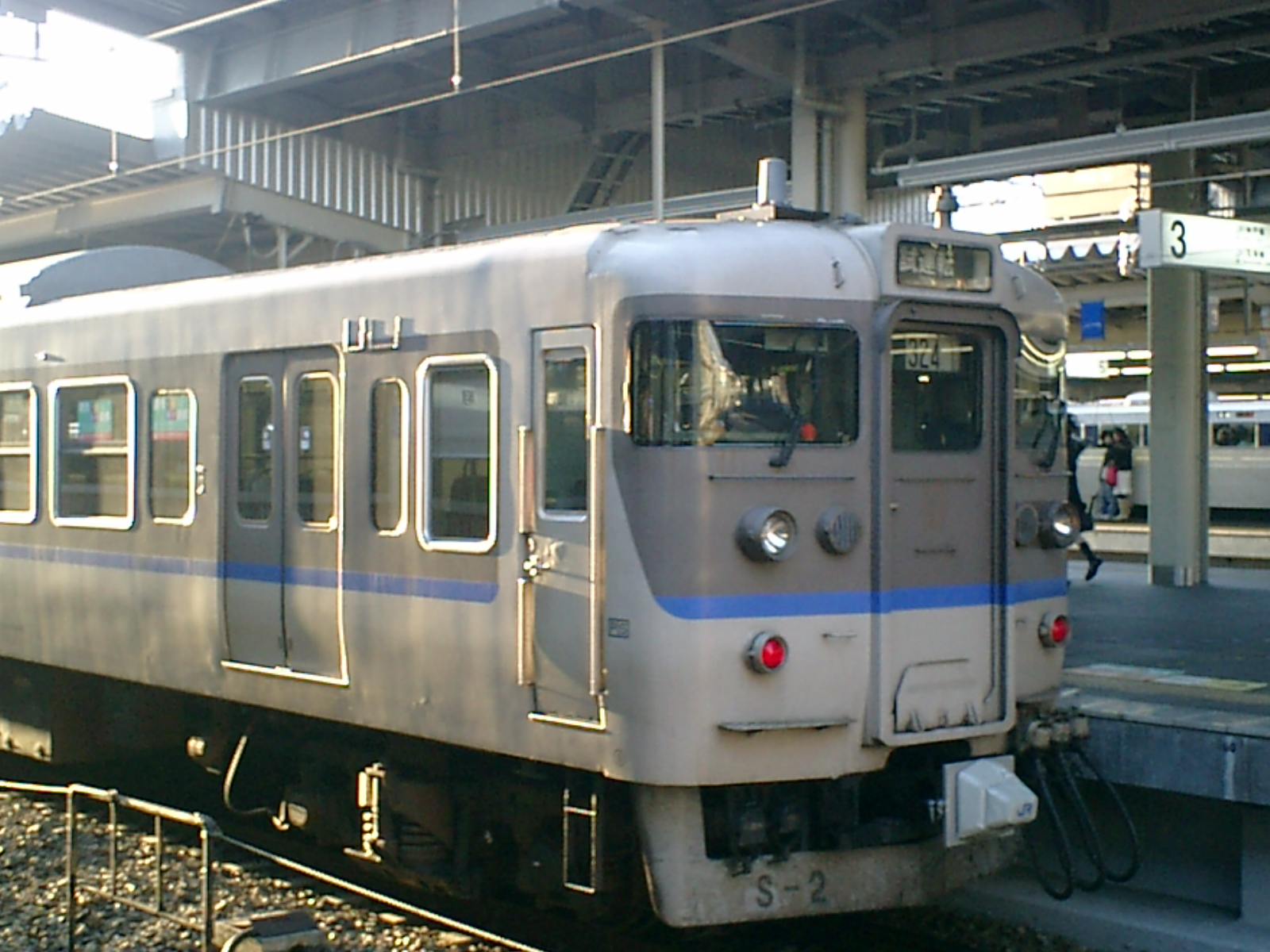
Serie 113
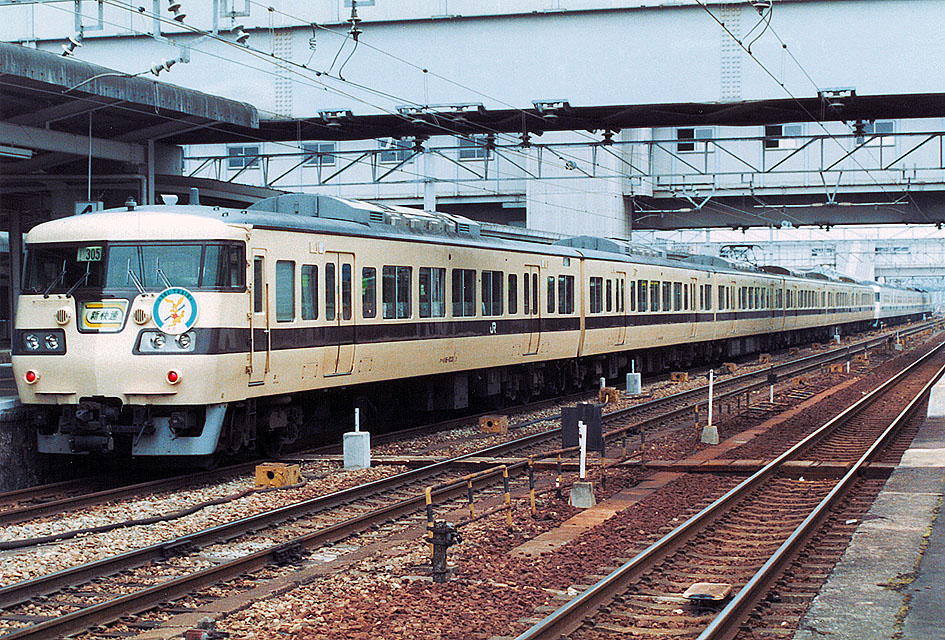
Serie 117
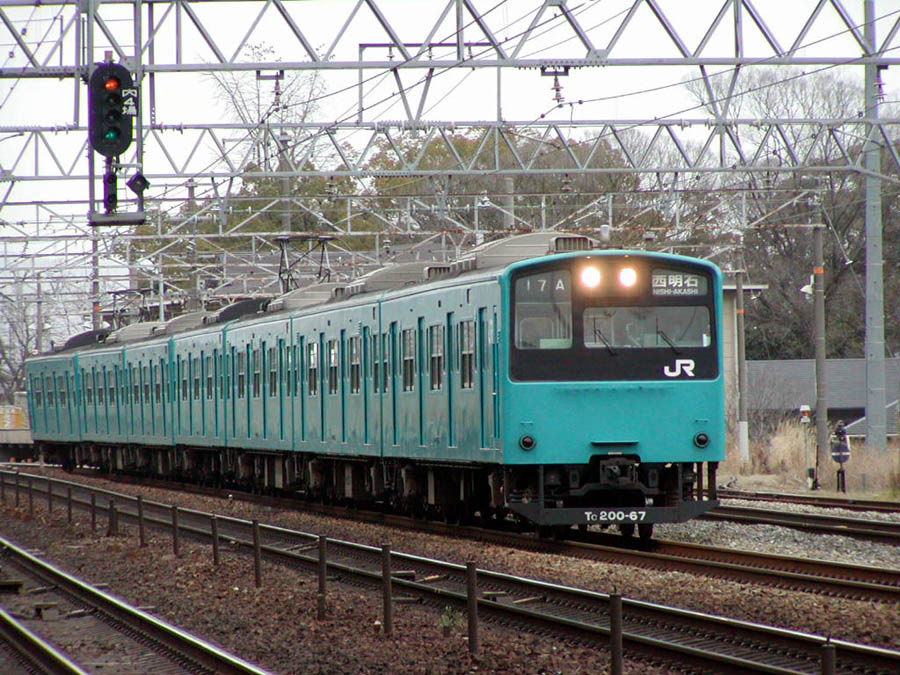
Serie 103
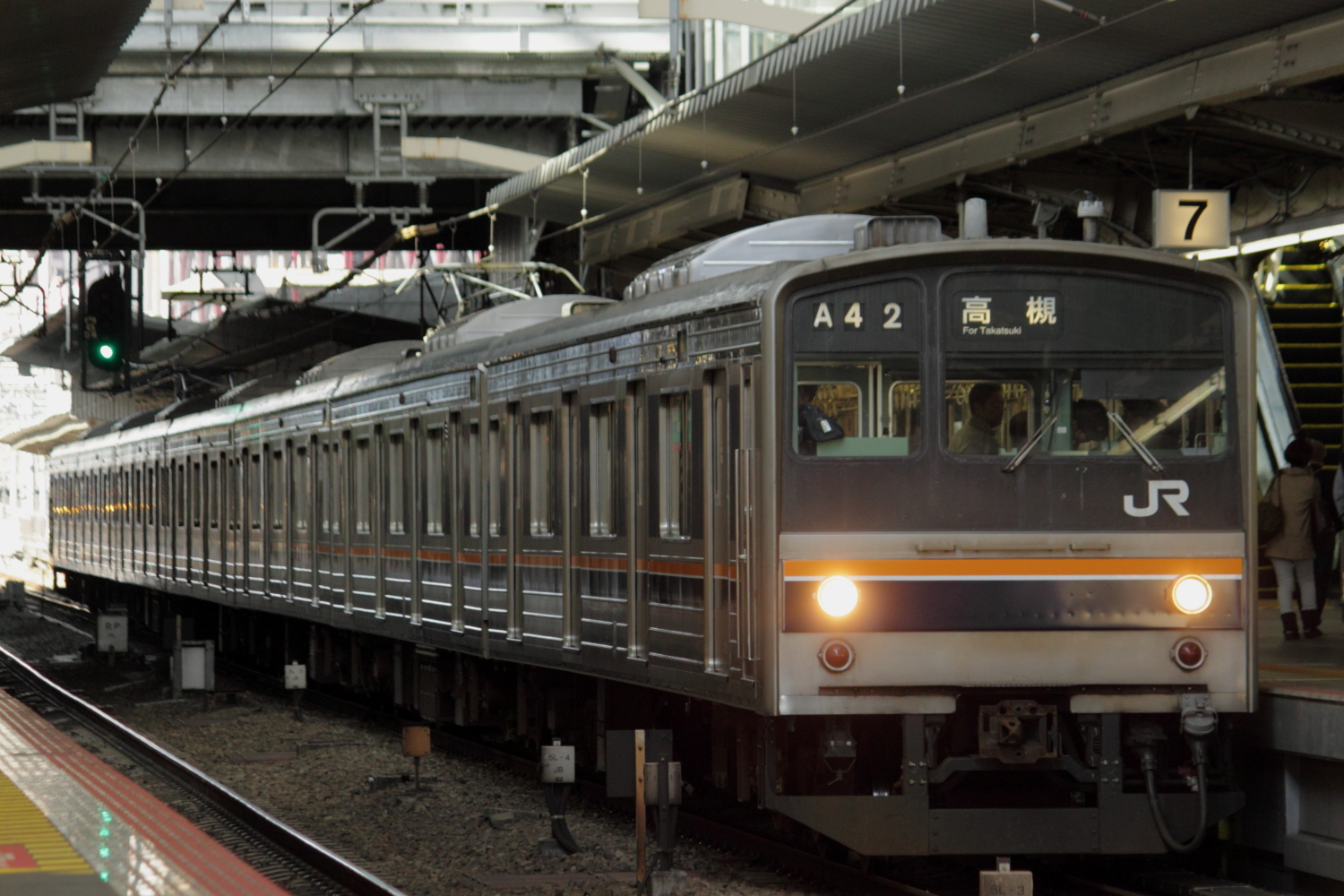
Serie 201
- Serie 205

- Serie 113
- Serie 117
- Serie 201
- Serie 205